# Eulitopus rugosus
Eulitopus rugosus là một loài bọ cánh cứng trong họ Cerambycidae.